# Perfume Clips 2
《Perfume Clips 2》是日本流行電音組合Perfume第二张音樂錄影帶集。於2017年11月29日發行。唱片公司為Perfume Records / UNIVERSAL J。

## 概要
- 本作品收錄了Perfume移籍至环球音乐后發行過的全部16支音樂錄影帶。
- 初回限定盤的特典光碟中，收錄了成員一邊以同倍速度觀看16支音樂錄影帶一邊想起當時的回憶和趣事的、AWA DANCE非VR视角版本以及13個電視廣告。此外，初回限定盤不仅保留了「會動的封面」，还特别收录了含MV导演对MV要点、难点、花絮解说的小册子「Perfume Clips 2 -PRODUCTION NOTE-」

## 规格
本作分為初回限定盤Blu-ray版、通常盤Blu-ray版、初回限定盤DVD版及通常盤DVD版四種型態發行。

### Blu-ray
初回限定盘：Blu-ray 1+Blu-ray 2（附特典BOOKLET）

UPXP-9010/1 

6500日元（除税）

通常盘：1 Blu-ray

UPXP-1012

4000日元（除税）

### DVD
初回限定盘：DVD 1+DVD 2（附特典PHOTO BOOKLET）

UPBP-9012/3 

5500日元（除税）

通常盘：1 DVD

UPBP-1012

3000日元（除税）

## 收錄内容

### DISC 1
1. Spring of Life
2. Spending all my time
3. Magic of Love
4. 1mm
5. Sweet Refrain
6. Cling Cling
7. DISPLAY
8. Hold Your Hand
9. Relax In The City
10. Pick Me Up
11. STAR TRAIN
12. FLASH
13. TOKYO GIRL
14. Everyday
15. If you wanna

### DISC 2（初回限定盘）
- Perfume Clips 2 上映コメンタリー
- Everyday -Another View Edit-
- TV-SPOT集

## 資料來源
1. ↑  Inc, Natasha. . 音楽ナタリー.   [2019-10-14]. （原始内容存档于2019-10-14） （日语）.
2. ↑  Perfume Clips 2 初回限定盤 【Blu-ray】（UNIVERSAL MUSIC JAPAN）
3. ↑  Perfume Clips 2 通常盤 【Blu-ray】 （页面存档备份，存于）（UNIVERSAL MUSIC JAPAN）
4. ↑  Perfume Clips 2 初回限定盤 【DVD】 （页面存档备份，存于）（UNIVERSAL MUSIC JAPAN）
5. ↑  Perfume Clips 2 通常盤 【DVD】 （页面存档备份，存于）（UNIVERSAL MUSIC JAPAN）